# Alpha Ethniki 1979-1980
L'Alpha Ethniki 1979-1980 fu la 44ª edizione della massima serie del campionato di calcio greco, conclusa con la vittoria del Olympiacos, al suo ventunesimo titolo.
Capocannoniere del torneo fu Dušan Bajević (AEK Atene), con 25 reti.

## Formula
Le squadre partecipanti furono 18 e disputarono un girone di andata e ritorno per un totale di 34 partite.
Le ultime due classificate furono retrocesse in Beta Ethniki. L'Iraklis Salonnico venne riconosciuto colpevole di aver truccato alcune partite e fu retrocesso dalla federazione.
Il punteggio prevedeva due punti per la vittoria, uno per il pareggio e nessuno per la sconfitta.
Per il secondo anno consecutivo due squadre terminarono a pari punti e fu necessario uno spareggio per assegnare il titolo.
L'Iraklis Salonicco fu retrocesso dalla federazione per illecito sportivo e il Kastoria fu penalizzato di un punto.
Le squadre ammesse alle coppe europee furono quattro: i campioni alla Coppa dei Campioni 1980-1981, la vincitrice della coppa nazionale alla Coppa delle Coppe 1980-1981 e seconda e terza classificata alla Coppa UEFA 1980-1981.

## Squadre partecipanti
| Squadra         | Città      | Stadio | Stagione 1978-1979 |
| --------------- | ---------- | ------ | ------------------ |
| AEK Atene       | Atene      |        | Campione di Grecia |
| Apollōn Smyrnīs | Atene      |        | 10°                |
| Arīs Salonicco  | Salonicco  |        | 3°                 |
| Doxa Dramas     | Drama      |        | Beta Ethniki       |
| Ethnikos Pireo  | Il Pireo   |        | 8°                 |
| Īraklīs         | Salonicco  |        | 6°                 |
| Kastoria        | Kastoria   |        | 9°                 |
| Kavala          | Kavala     |        | 16°                |
| Korinthos       | Corinto    |        | Beta Ethniki       |
| Larissa         | Larissa    |        | 12°                |
| OFI Creta       | Candia     |        | 7°                 |
| Olympiacos      | Il Pireo   |        | 2°                 |
| Panachaïkī      | Patrasso   |        | 15°                |
| Panathīnaïkos   | Atene      |        | 5°                 |
| Paniōnios       | Nea Smyrnī |        | 13°                |
| PAOK            | Salonicco  |        | 4°                 |
| PAS Giannina    | Giannina   |        | 14°                |
| Rodos           | Rodi       |        | 11°                |

## Classifica finale
|                   | Pos. | Squadra         | Pt | G  | V  | N  | P  | GF | GS | DR  |
| ----------------- | ---- | --------------- | -- | -- | -- | -- | -- | -- | -- | --- |
| Grecia (bandiera) | 1.   | Olympiacos      | 47 | 34 | 20 | 7  | 7  | 49 | 21 | +28 |
|                   | 2.   | Arīs Salonicco  | 47 | 34 | 19 | 9  | 6  | 46 | 20 | +26 |
|                   | 3.   | Panathīnaïkos   | 45 | 34 | 15 | 15 | 4  | 38 | 24 | +14 |
|                   | 4.   | AEK Atene       | 45 | 34 | 18 | 9  | 7  | 64 | 39 | +25 |
|                   | 5.   | PAOK            | 41 | 34 | 17 | 7  | 10 | 53 | 33 | +20 |
|                   | 6.   | PAS Giannina    | 37 | 34 | 14 | 9  | 11 | 50 | 44 | +6  |
|                   | 7.   | Ethnikos Pireo  | 36 | 34 | 13 | 10 | 11 | 44 | 31 | +13 |
|                   | 8.   | Īraklīs         | 34 | 34 | 13 | 8  | 13 | 47 | 36 | +11 |
|                   | 9.   | Larissa         | 34 | 34 | 13 | 8  | 13 | 33 | 44 | -11 |
|                   | 10.  | Korinthos       | 33 | 34 | 13 | 7  | 14 | 38 | 47 | -9  |
|                   | 11.  | OFI Creta       | 32 | 34 | 11 | 10 | 13 | 38 | 45 | -7  |
|                   | 12.  | Doxa Dramas     | 29 | 34 | 9  | 11 | 14 | 31 | 41 | -10 |
|                   | 13.  | Panachaïkī      | 28 | 34 | 7  | 14 | 13 | 38 | 51 | -13 |
|                   | 14.  | Kastoria        | 27 | 34 | 10 | 8  | 16 | 34 | 41 | -7  |
|                   | 15.  | Paniōnios       | 27 | 34 | 9  | 9  | 16 | 36 | 48 | -12 |
|                   | 16.  | Kavala          | 27 | 34 | 10 | 7  | 17 | 26 | 46 | -20 |
|                   | 17.  | Apollōn Smyrnīs | 23 | 34 | 5  | 13 | 16 | 17 | 37 | -20 |
|                   | 18.  | Rodos           | 19 | 34 | 5  | 9  | 20 | 26 | 60 | -34 |

Legenda:

      Campione di Grecia
      Ammesso alla Coppa UEFA
      Ammesso alla Coppa delle Coppe
      Retrocesso in Beta Ethniki
Note:

Due punti a vittoria, uno a pareggio, zero a sconfitta.
Kastoria penalizzato di 1 punto.

### Spareggio scudetto
Olympiacos Pireo e Aris Salonicco terminarono il campionato a pari punti e disputarono uno spareggio in gara unica per l'assegnazione del titolo a Volos il 25 maggio 1980.
| Volos 25 maggio 1980                                                          | Olympiacos | 2 – 0 | Arīs Salonicco |  |
| \| \| \| \| \| Vangelis Kousoulakis 47’ Thomas Alstrom 54’ \| Marcatori \| \| |            |       |                |  |
|                                                                               |            |       |                |  |
| Vangelis Kousoulakis 47’ Thomas Alstrom 54’                                   | Marcatori  |       |                |  |

### Spareggio qualificazione alla Coppa UEFA
Panathinaikos e AEK Atene disputarono il 24 maggio 1980 uno spareggio per determinare la seconda squadra qualificato alla Coppa UEFA.
| Volos 24 maggio 1980                      | Panathīnaïkos | 1 – 0 | AEK Atene |  |
| \| \| \| \| \| Ore 61’ \| Marcatori \| \| |               |       |           |  |
|                                           |               |       |           |  |
| Ore 61’                                   | Marcatori     |       |           |  |

### Verdetti
- Olympiacos campione di Grecia 1979-80 e qualificato alla Coppa dei Campioni
- Kastoria FC qualificato alla Coppa delle Coppe
- Aris Salonicco e Panathinaikos qualificati alla Coppa UEFA
- Iraklis e Rodos retrocesse in Beta Ethniki.